# Black Mamba (песня)
Black Mamba (с англ. — «Чёрная мамба») — дебютный сингл южнокорейской гёрл-группы Aespa, выпущенный 17 ноября 2020 года на лейблах SM Entertainment и Dreamus. Автором текста и одним из композиторов стал Ю Юнджин, прочими композиторами — Омега, Элла Исааксон, NIIVA, Джордан Райс, Шон Лопез и Скот Чизак, а продюсером — гендиректор SM Ли Суман. Песня выполнена в жанре K-pop, также рецензенты увидели в ней элементы поп-рэпа, EDM и данс-попа. Песня попала в ряд мировых и местных чартов и получила сдержанно-положительные отзывы критиков.

## Предыстория
26 октября SM Entertainment, одна из крупнейших звукозаписывающих компаний Республики Корея объявила, что вскоре дебютирует новая женская группа. Данная группа должна была стать первой со времён дебюта Red Velvet в 2014 году. Позднее SM сообщили, что дебют будет в ноябре этого же года. Участницы были раскрыты индивидуально с 27 по 30 октября. Основатель SM Entertainment Ли Суман объяснил концепцию aespa на Всемирном форуме культурной индустрии 2020 года, который проводился онлайн 28 октября.

## Релиз
1 ноября было заявлено, что группа дебютирует 17 числа. На следующий день был выпущен сниппет на новую песню на видеохостинге YouTube. 17 числа группа выпустила песню на всех музыкальных площадках на лейблах SM Entertainment в Корее и Dreamus в США. В тот же день клип на песню был размещён на YouTube.

## Композиция
Длительность композиции составила 2 минуты 54 секунды. Песня была записана в жанре K-pop, также рецензенты заметили, что в композиции присутствуют элементы попа, электронной танцевальной музыки, поп-рэпа и данс-попа, а её такт постоянно меняется. Лирически песня рассказывает о существе под названием Black Mamba, которое не только мешает членам группы взаимодействовать между собой, но и угрожает их миру, который был придуман SM специально для группы. Сингл состоит лишь из одной песни «Black Mamba» без дополнительных композиций.

## Создатели
| Роль       | Имя/название  | Источник |
| ---------- | ------------- | -------- |
| Продюсер   | Ли Суман      | [ 5 ]    |
| Продюсер   | Джордан Райс  | [ 5 ]    |
| Продюсер   | Шон Лопез     | [ 5 ]    |
| Продюсер   | Ю Юнджин      | [ 5 ]    |
| Вокал      | Aespa         | [ 14 ]   |
| Композитор | Омега         | [ 14 ]   |
| Композитор | Элла Исааксон | [ 14 ]   |
| Композитор | NIVA          | [ 14 ]   |
| Композитор | Джордан Райс  | [ 14 ]   |
| Композитор | Шон Лопез     | [ 14 ]   |
| Композитор | Скот Чизак    | [ 14 ]   |
| Композитор | Ю Юнджин      | [ 14 ]   |
| Автор слов | Ю Юнджин      | [ 14 ]   |

## Музыкальное видео
В один день с выходом сингла состоялся и выход музыкального видеоклипа. По состоянию на 6 мая 2022 года он имел уже более 219 миллионов просмотров на YouTube.
Видео выполнено в футуристичном стиле, участницы группы в обтягивающих костюмах танцуют на отдельной площади, кадры с этими танцами прерываются кадрами с крупным планом участниц и кадрами с ползущей на них змеёй чёрного цвета.
Видеоработа собрала 10 миллионов просмотров за 9 часов, благодаря чему побила существовавший ранее рекорд по этому показателю для дебютных синглов корейских групп, который принадлежал группе TXT, собравшей 10 миллионов просмотров на дебютном клипе за 11 часов. Также она собрала 100 миллионов просмотров за 51 день и 12 часов, что также является рекордом для дебютной работы.
Видеоклип был включен в топ 20 лучших работ года по версии онлайн журнала Hypebae, чей рецензент Yu Eun Kim назвал работу одним из самых ожидаемых и обсуждаемых релизов года.
27 числа была выпущена танцевальная практика на песню. По состоянию на 6 мая 2022 года она собрала более 31 миллиона просмотров.

### Обвинения в плагиате
Сразу после выпуска тизера SM Entertainment были заподозрены в плагиате. Его сочли крайне похожим на клип на песню «Pop/Stars» виртуальной группы Riot Games K/DA. Однако судиться с ними Riot не стали, лишь добавив, что это не первый раз, когда данная группа ловится на чём-то подобном — ранее внешний вид участниц, показанных в тизере, также сравнивали с участницами K/DA. Позже SM сообщили, что они связались с Riot, достигли с ними соглашения и что компания не возражает против существования в видеоклипе подобных визуальных ходов и элементов.

## Восприятие

### Коммерческий успех
Песня дебютировала под номером 117 в основном сингл чарте южнокорейской компании Gaon 15—21 ноября 2020 года и поднималась вверх, пока не достигла пика под номером 49, через три недели после выхода. В последний раз песня находилась в чарте 13 февраля с 5,25 миллионами загрузок. Песня также оказалась под номерами 36 и 116 на в Download Chart и Streaming Chart соответственно. На следующую неделю после выхода она поднялась во втором из чартов до 48 места.
В неделю своего выхода песня также дебютировала под номером 5 в чарте США Billboard World Digital Songs. В чарте Billboard Global 200 «Black Mamba» стартовала с номера 183 с 18,9 миллионами потоков и номера 100 в Global Excl. U.S. с тремя тысячами скачиваний. На второй неделе песня поднялась до номера 138 в Global 200. Также сингл попал на 13 место сингапурского чарта, составляемого RIAS и на 14 место малайзийского чарта от RIAM. В чарте Apple Music песня попала в хит-парад 11 стран.

### Чарты
| №  | Владелец    | Чарт                | Пиковая позиция | Источник |
| -- | ----------- | ------------------- | --------------- | -------- |
| 1  | Billboard   | Global 200          | 138             | [ 29 ]   |
| 2  | Billboard   | World Digital Songs | 5               | [ 27 ]   |
| 3  | Billboard   | Global Excl. U.S.   | 100             | [ 28 ]   |
| 4  | Gaon        | Digital Chart       | 49              | [ 22 ]   |
| 5  | Gaon        | Downoad Chart       | 36              | [ 24 ]   |
| 6  | Gaon        | Streaming Chart     | 48              | [ 26 ]   |
| 7  | RIAS        | Top Charts          | 13              | [ 30 ]   |
| 8  | RIAM        | Top 20              | 14              | [ 31 ]   |
| 9  | Apple Music | Global Chart        | 66              | [ 33 ]   |
| 10 | Apple Music | Top 100 South Korea | 4               | [ 33 ]   |
| 11 | Spotify     | Spotify Indonesia   | 11              | [ 33 ]   |
| 12 | YouTube     | Youtube South Korea | 2               | [ 33 ]   |
| 13 | Itunes      | Itunes Thailand     | 1               | [ 33 ]   |

### Критика
Песня получила преимущественно сдержанно-положительные отзывы.
Репортёр корейского сайта о популярной культуре 다음뉴스 (конц. Да эумецу) написал, что в сингле группа использует традиционные для жанра синтезатор и ударные и использует их крайне качественно. Тамар Херман из издания South China Morning Post охарактеризовала песню как танцевальный хит, базирующийся на простой, но очень цепляющей смеси ритмичного рэпа и танцевального бита.
Рецензент корейского музыкального портала IZM Хва Соман поставил песне среднюю оценку в 3 звезды из 5 возможных, написав, что это «хороший, достойный дебют со своим выверенным балансом». По его мнению постоянно меняющийся такт прекрасно устраняет все проявления скуки, а припев, «украшенный сильным битом и великолепной басовой партией, впечатляет». Он счёл достаточно печальным тот факт, что группа следует выверенным стандартам компании, а не пытается экспериментировать, что приносит ему меньше удовольствия при прослушивании. Также он назвал данную работу «чётким указателем того, куда агентство собирает двигать свой коллектив», и по его мнению изменение концепции вряд ли возможно.
Кристалл Белл из американского журнала Papeer назвала композицию песней группы, что следует типичной формуле успеха крупной корпорации, развивая и без того отлично отлаженное и выполненное звучание. Она также разместила её на последнем месте в своём топ 40 песен года. Помимо этого песня заняла предпоследнее место в годовом топе 35 K-pop-песен американского новостного портала BuzzFeed, чей рецензент, Эмлин Трэвис, назвала композицию лёгкой, но тщательно выверенной и выстраивающей свой, не похожий на другие фэнтези-мир, и на 33 место в топ 40 K-pop-композиций британского журнала о поп-культуре Dazed.

### Награды
На Gaon Chart Music Awards aespa получила звание новичка года. Помимо этого группа одержала победу на шоу канала SBS Inkigayo, на котором песня была впервые исполнена вживую. На нём активно использовались спецэфекты, а сама группа предстала в виде CGI-моделей, что, как и видеоклип, вызвало ассоциации с K/DA. Помимо этого группа была приглашена исполнить песню на одном из крупнейших фестивалей Южной Кореи KBS Song Festival.